# Betsy Brandt

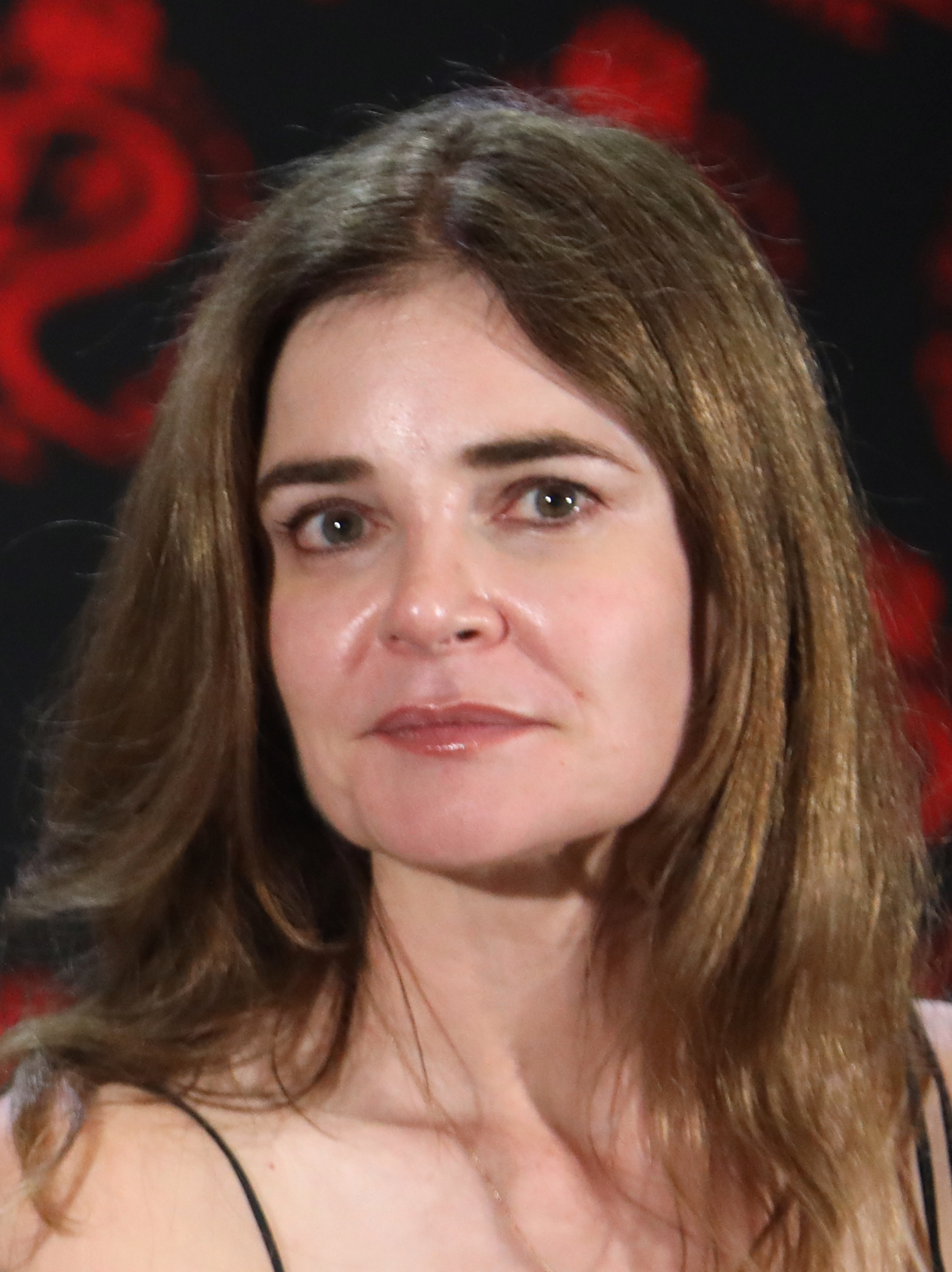
Betsy Brandt (2024)

Betsy Ann Brandt (* 14. März 1973 in Bay City, Michigan) ist eine US-amerikanische Schauspielerin.

## Karriere
Betsy Brandt wuchs in Michigan auf. Sie machte ihren Schulabschluss an der Western High School in Auburn, Michigan. Daraufhin studierte sie Schauspiel an der University of Illinois at Urbana-Champaign, der Harvard University und schließlich am Royal Conservatoire of Scotland in Glasgow, Schottland. Anschließend spielte sie Theater am Geffen Playhouse, mit der South Coast Repertory und dem San Jose Repertory Theatre. Ihr Leinwanddebüt gab sie 2001 in der von Tamar Halpern inszenierten Komödie Memphis Bound… and Gagged. Seitdem spielte sie in mehreren Fernsehserien wie Für alle Fälle Amy, Without a Trace – Spurlos verschwunden und Boston Legal mit. Ihre bekannteste Rolle ist die der Marie Schrader in der Fernsehserie Breaking Bad, welche sie von 2008 bis 2013 verkörperte. Von 2015 bis 2019 verkörperte sie die Heather Hughes in der CBS-Sitcom Life in Pieces.
Brandt ist verheiratet und lebt mit ihrem Mann und den beiden gemeinsamen Kindern in Los Angeles.

## Filmografie (Auswahl)
- 2001: Memphis Bound… and Gagged
- 2001: Für alle Fälle Amy (Judging Amy, Fernsehserie, eine Folge)
- 2002: JAG – Im Auftrag der Ehre (JAG, Fernsehserie, eine Folge)
- 2003: Without a Trace – Spurlos verschwunden (Without a Trace, Fernsehserie, 2 Folgen)
- 2003: Emergency Room (ER, Fernsehserie, Folge 10x7)
- 2004: Practice – Die Anwälte (The Practice, Fernsehserie, eine Folge)
- 2004: Navy CIS (NCIS, Fernsehserie, eine Folge)
- 2005: Medical Investigation (Fernsehserie, eine Folge)
- 2006: CSI: Den Tätern auf der Spur (CSI: Crime Scene Investigation, Fernsehserie, Folge 7x06)
- 2007: Boston Legal (Fernsehserie, eine Folge)
- 2008–2013: Breaking Bad (Fernsehserie, 51 Folgen)
- 2011–2012: Private Practice (Fernsehserie, 2 Folgen)
- 2012: Magic Mike
- 2012, 2014: Parenthood (Fernsehserie, 7 Folgen)
- 2013: Body of Proof (Fernsehserie, eine Folge)
- 2013–2014: The Michael J. Fox Show (Fernsehserie, 22 Folgen)
- 2014: Masters of Sex (Fernsehserie, 7 Folgen)
- 2015–2019: Life in Pieces (Fernsehserie, 79 Folgen)
- 2017: Quest
- 2020: Renn, Liebling, Renn (Run Sweetheart Run)
- 2020: Soulmates (Fernsehserie, Folge 1x06)
- 2021: Love, Victor (Fernsehserie, 5 Folgen)
- 2021: The Housewives of the North Pole (Fernsehfilm)
- 2022: Better Call Saul (Fernsehserie, Folge 6x13)
- 2022: Der Einparker (The Valet)
- 2023: Saint X (Fernsehserie, 8 Folgen)
- 2023: Accused  (Fernsehserie, Folge 1x14)